# Walmer Castle (Schiff)
Die Walmer Castle (II) war ein 1902 in Dienst gestelltes Passagierschiff, das für die britische Reederei Union-Castle Line im Passagier- und Postverkehr zwischen Großbritannien und Südafrika eingesetzt wurde. Sie war bis 1932 im Dienst.

## Das Schiff
Am 8. März 1900 schlossen sich die Reedereien Union Steamship Company Ltd. (Union Line, gegründet 1857) und Castle Mail Packet Company Ltd. (Castle Line, gegründet 1862) zusammen und schufen so die neue Union-Castle Line. Die Schiffe beider Unternehmen gingen in das Eigentum der Union-Castle Line über.
Das 12.546 BRT große Dampfschiff wurde noch unter dem Namen Celt bei Harland & Wolff im nordirischen Belfast gebaut, lief aber als Walmer Castle am 6. Juli 1901 für die neue Reederei vom Stapel. Das 173,9 Meter lange und 19,6 Meter breite Schiff hatte zwei Schornsteine, zwei Masten und zwei Propeller. Sie war bis dahin größte Schiff der Union-Castle Line. Sie wurde am 20. Februar 1902 fertiggestellt und lief kurz danach zu ihrer Jungfernfahrt aus. Später kamen noch zwei Schwesterschiffe hinzu, 1903 die Armadale Castle (12.973 BRT) und 1904 die Kenilworth Castle (12.974 BRT).
Wie ihre beiden Schwesterschiffe, wurde die Walmer Castle von zwei Vierfachexpansions-Dampfmaschinen angetrieben, die 12.000 PSi leisteten und eine Höchstgeschwindigkeit von 16,5 Knoten leisteten. Es konnten 336 Passagiere der Ersten, 174 der Zweiten und 244 der Dritten Klasse untergebracht werden. Nach dem Ende des Zweiten Burenkriegs war die Walmer Castle eines von neun Schiffen der Union-Castle Line, das einen wöchentlichen Postbetrieb nach Südafrika unterhielt. Im Jahr 1910 reiste Herbert Gladstone, 1. Viscount Gladstone, von 1910 bis 1914 Generalgouverneur der Südafrikanischen Union, an Bord des Schiffs. Das Schiff blieb jahrelang im Dienst, bis es am 8. Februar 1932 in Blyth eintraf und bei der Hughes Bolckow Shipbreaking Company abgewrackt wurde.